# Гамбит Каннингема
Гамбит Каннингема (в западной традиции — «защита Каннингема», англ. Cunningham defence) — шахматный дебют, разновидность принятого королевского гамбита. Начинается ходами: 
 1. e2-e4 e7-e5 
 2. f2-f4 e5:f4 
 3. Кg1-f3 Сf8-e7.
В литературе также встречаются следующие варианты написания: «Гамбит Кеннингема», «Гамбит Кэннингема».

## История
Продолжение 3. …Сf8-e7 в XVII веке исследовал итальянский шахматист Джоакино Греко, однако в эту эпоху оно не пользовалось популярностью. Впоследствии данное начало анализировал Александр Каннингем, именем которого и был назван дебют. Интерес шахматного мира к данному началу в полной мере проявился в начале 40-х годов XX века, когда Макс Эйве обогатил его новыми идеями. Во второй половине XX века значительный вклад в развитие дебюта внесли советские шахматисты.

## Происхождение названия
В литературе нет единого мнения, чьё имя носит данное начало. В ряде источников утверждается, что дебют назван в честь шотландского шахматного мастера конца XVII — начала XVIII века Александра Каннингема. Однако в этот период в Шотландии жило два известных человека с таким именем — юрист и историк, причём оба были игроками в шахматы, вследствие чего возникает путаница. По другим сведениям, своим названием дебют обязан британскому индологу XIX века с аналогичным именем — Александру Каннингему, который также играл в шахматы.

## Идеи дебюта
Изначально основная идея гамбита была связана с продолжением 4. …Сe7-h4+ с тем чтобы лишить белых рокировки. Со временем, однако, замыслам чёрных было найдено эффективное опровержение, и дебют практически вышел из употребления. В XX веке гамбит Каннингема был наполнен новым содержанием, был найден ход 4. …Кg8-f6, позволяющий чёрным рассчитывать на полноправную игру.
Современная теория расценивает ход 3. …Сf8-e7 выжидательным и развивающим одновременно. В зависимости от последующих ходов соперника чёрные имеют различные возможности для продолжения партии, в том числе сохраняется угроза шаха слоном на h4.

## Варианты

### Продолжение 4. Сf1-c4
Будучи наиболее распространённым, ход 4. Сf1-c4 ведёт к варианту с множеством разветвлений.
- 4. …Сe7-h4+ — старинное продолжение.
  - 5. g2-g3 f4:g3 6. 0-0 g3:h2+ 7. Крg1-h1 — вариант Греко.
    - 7. …Сh4-f6 8. Кf3-e5 d7-d5 9. Сc4:d5 Сf6:e5 10. Фd1-h5 Фd8-d6 11. Фh5:f7+ Крe8-d8 12. d2-d4 — с сильной атакой у белых.
    - 7. …d7-d5! — ход Стаммы. Возможное продолжение: 8. e4:d5 Сh4-f6 9. d2-d4 Кg8-e7 10. Кf3-g5 Сc8-f5 — чёрные отражают угрозы, сохраняя материальный перевес.

  - 5. Крe1-f1! d7-d5 6. Сc4:d5 Кg8-f6
    - 7. Сd5-b3! Кf6:e4? 8. Фd1-e2! — с преимуществом у белых.
    - 7. Кb1-c3 0-0 8. d2-d4 Кf6:d5 9. Кc3:d5 f7-f5 — со сложной борьбой.
- 4. …Кg8-f6 — защита Эйве. На сегодняшний день является самым популярным продолжением[6].
  - 5. Кb1-c3 Кf6:e4 6. Кf3-e5 Кe4-g5! 7. d2-d4 d7-d6 8. Кe5-d3 f4-f3! — с преимуществом у чёрных.
  - 5. e4-e5 Кf6-g4
    - 6. Кb1-c3 d7-d6 7. e5:d6 Сe7:d6 8. Фd1-e2+ Фd8-e7
    - 6. 0-0 Кb8-c6 7. d2-d4 d7-d5 8. e5:d6 Сe7:d6 9. Лf1-e1+ Крe8-f8 — с острой игрой.

### Менее распространённые варианты
- 4. Кb1-c3!? Сe7-h4+ 5. Крe1-e2 — несмотря на неловкое положение короля, белые, по данным современной теории, имеют лучшие возможности для продолжения игры.
- 4. Сf1-e2 d7-d5 — сводит игру на схемы в духе гамбита Петрова.
- 4. d2-d4
- 4. h2-h4

## Примерные партии
- Фёдор Дуз-Хотимирский — NN, Гамбург 1910[7]

1. e2-e4 e7-e5 2. f2-f4 e5:f4 3. Кg1-f3 Сf8-e7 4. Сf1-c4 Сe7-h4+ 5. g2-g3 f4:g3 6. 0-0 g3:h2+ 7. Khg1-h1 d7-d5 8. e4:d5 Сh4-f6 9. d2-d4 Кg8-e7 10. Кf3-g5 h7-h6 11. Кg5:f7 Крe8:f7 12. d5-d6+ Крf7-f8 13. Фd1-h5 Фd8-e8 14. Лf1:f6+ g7:f6 15. Фh5:h6+ Лh8:h6 16. Сc1:h6x
- Лазарус — Добрынин, по переписке, 1982[8]

1. e2-e4 e7-e5 2. f2-f4 e5:f4 3. Кg1-f3 Сf8-e7 4. Сf1-c4 Кf6 5. e4-e5 Кf6-g4 6. Кb1-c3 Сe7-h4+ 7. Крe1-f1 0-0 8. Фd1-e2 Крg8-h8 9. Кf3:h4 Фd8:h4 10. Кc3-d5 Кg4:h2+ 11. Крf1-g1 f4-f3 12. g2:f3 Фh4-g3+ 13. Фe2-g2 Кh2:f3+ 14. Крg1-f1 Фg3-e1x